# Bixadoides allardi
Bixadoides allardi är en skalbaggsart som beskrevs av Stefan von Breuning 1966. Bixadoides allardi ingår i släktet Bixadoides och familjen långhorningar. Inga underarter finns listade.